# Consulta popular en La Manga del Cura de 2015
La Consulta popular en La Manga del Cura de 2015 fue un proceso electoral desarrollado para que los habitantes de la zona no delimitada conocida como la Manga del Cura escogieran su pertenencia a la provincia de Guayas o Manabí.
A pesar de que en años anteriores eran cuatro las provincias que reclamaban a este sector como parte de su territorio, Guayas y Manabí se mantuvieron firmes en sus argumentos pero en vista de que dicha disputa territorial no se pudo resolver a nivel de otras instancias se debió a convocar a consulta popular según lo contempla la ley.
El Consejo Nacional Electoral de Ecuador determinó que consulta se llevaría a cabo el 27 de septiembre de 2015 y en ella participarían 15 342 personas. Este número se determinó tras un censo electoral que el CNE realizó en dicho sector.

## Campaña electoral
Del 19 al 24 de septiembre de 2015 fue el plazo designado por el Consejo Nacional Electoral para la campaña electoral por parte de las prefecturas de las provincias de Guayas y Manabí.

## Costos
El presupuesto asignado fue de $515.975,63.

## Proceso
Los preparativos de la consulta popular iniciaron durante el mes de septiembre. El 21 de septiembre de 2015 se realizó un simulacro en el recinto electoral Santa María.
El proceso se desarrolló el 27 de septiembre de 2015 en 54 Juntas Receptoras de Voto  aunque dos días antes de la fecha oficial se realizó el sufragio asistido a domicilio de las personas con discapacidad.
Contó con la presencia de organismos de control internacionales, como la autoridad electoral de Perú y representantes de la UNASUR  así como con la colaboración de las Fuerzas Armadas y de aproximadamente 520 efectivos de la Policía Nacional.

## Resultados
Los resultados de la consulta popular fueron los siguientes:
| Opciones | Hombres | Hombres    | Mujeres | Mujeres    | Total | Total      |
| Opciones | Votos   | Porcentaje | Votos   | Porcentaje | Votos | Porcentaje |
| -------- | ------- | ---------- | ------- | ---------- | ----- | ---------- |
| Manabí   | 4.448   | 66,0%      | 4.077   | 66,1%      | 8.525 | 64,2%      |
| Guayas   | 2.288   | 34,0%      | 2.092   | 33,9%      | 4.380 | 33,0%      |

| Opciones          | Votos  | Porcentaje |
| ----------------- | ------ | ---------- |
| Votos válidos     | 12.906 | 97,1%      |
| Blancos           | 88     | 0,7%       |
| Nulos             | 291    | 2,2%       |
| Total de votantes | 13.285 | 100,0%     |